# Pigeon du Chili
Patagioenas araucana
Espèce
Statut de conservation UICN

 LC  : Préoccupation mineure
Le Pigeon du Chili (Patagioenas araucana) est une espèce de pigeons de la famille des Columbidae originaire d'Amérique du Sud.

## Description
Il mesure de 30 à 40 cm de longueur et a un plumage chatain uniforme. Celui de la femelle est un peu plus sombre que celui du mâle.

## Répartiion
Il se trouve en Argentine, Chili et aux îles Falkland.

## Habitat
Son habitat naturel est les forêts tempérées.